# Naikap Purano Bhanjyan
Naikap Purano Bhanjyan (nep. नैकाप पुरानो भञ्ज्यांङ्ग) – gaun wikas samiti w środkowej części Nepalu w strefie Bagmati w dystrykcie Katmandu. Według nepalskiego spisu powszechnego z 2001 roku liczył on 684 gospodarstw domowych i 3456 mieszkańców (1689 kobiet i 1767 mężczyzn).